# El màgic d'Oz (pel·lícula)
El màgic d'Oz (títol original en anglès The Wizard of Oz) és una pel·lícula musical de fantasia dirigida per Victor Fleming, produïda per la Metro-Goldwyn-Mayer i protagonitzada per Judy Garland, estrenada el 1939.
Està basada en la novel·la homònima per a infants de L. Frank Baum, en què una nena de l'estat de Kansas, decebuda per la realitat quotidiana, és arrossegada per un tornado fins a "un indret més enllà de l'arc de Sant Martí", el meravellós "país d'Oz". Si l'obra literària ja era un clàssic de la literatura infantil estatunidenca, aquesta versió cinematogràfica, amb efectes especials innovadors, personatges estrambòtics i rodada en Technicolor s'ha convertit al seu torn en un clàssic del cinema. D'entre els premis que va rebre, els més importants són un Oscar a la millor banda sonora, un Oscar a la millor cançó original per Over the Rainbow, i una nominació a la Palma d'Or al Festival de Canes d'aquell any per la millor direcció.

## Argument
L'òrfena Dorothy Gale (Judy Garland) viu una simple vida a Kansas amb la seva tia Emma Clara Blandick, el seu oncle Henry, i tres pintorescos peons: Hunk (Ray Bolger), Zeke (Bert Lahr) i Hickory (Jack Haley). Un dia la severa veïna Miss Gulch (Margaret Hamilton) és mossegada pel gos de Dorothy, Toto. La senyoreta Gulch se l'emporta, per ordre del xèrif, malgrat les apassionades protestes de la tia Em i l'oncle Henry. Toto s'escapa i torna a Dorothy, la qual s'alegra momentàniament, però aviat s'adona que la senyoreta Gulch tornarà. Ella decideix endur-se'n a Toto i fugir a la recerca d'una vida millor "en algun lloc sobre l'arc de Sant Martí".
En el seu viatge Dorothy es troba el Professor Marvel (Frank Morgan), un captivador però fals endeví que, sense preocupació per Dorothy, l'enganya fent creure que la tia Em està malalta. Dorothy s'afanya de tornada a la granja, però cau inconscient per un cop, dins la casa, a causa d'un sobtat tornado que ja havia forçat a la seva família a amagar-se en un soterrani darrere la casa.
Una confosa Dorothy desperta per descobrir que la casa ha estat atrapada dins del tornado. A través de la finestra de l'habitació ella veu a la senyoreta Gulch transformar-se en una bruixa muntada en una escombra. Moments després, el tornado deixa caure la casa, Dorothy i Toto sobre l'arc de Sant Martí i a Oz.
Glinda, la Bruixa Bona del Nord (Billie Burke), arriba i informa Dorothy que es troben a Munchkinland. Ella li diu a Dorothy que ha matat la Bruixa Dolenta de l'Est "deixant caure una casa" damunt d'ella. La bruixa calçava unes sabates de robí.
Animats per Glinda, els tímids munchkins surten dels seus amagatalls i celebren el decés de la bruixa fins que la seva germana, la Bruixa Dolenta de l'Oest (també interpretada per Margaret Hamilton) apareix per reclamar les poderoses sabates de robí. Glinda màgicament transporta les sabates als peus de Dorothy i li recorda a la bruixa que el seu poder no té efectes a Munchkinland. La bruixa jura venjar-se de Dorothy i se'n va de la mateixa manera com va arribar, en una resplendor de foc i fum.
Glinda li diu a Dorothy, que està ansiosa de tornar a casa, que l'única manera de tornar a Kansas és demanant-li ajuda al misteriós Màgic d'Oz a Ciutat Maragda. Glinda li adverteix a Dorothy que mai es tregui les sabates i que "segueixi el camí de rajoles grogues" per a arribar a Ciutat Maragda.
En el seu camí Dorothy es fa amiga d'un espantaocells sense cervell, (també interpretat per Ray Bolger), un home de llauna sense cor (també interpretat per Jack Haley), i un lleó covard (també interpretat per Bert Lahr). Els tres decideixen acompanyar Dorothy a veure el mag, amb les esperances d'obtenir els seus desitjos (un cervell, un cor i coratge, respectivament). Durant el camí són turmentats per un bosc de furiosos arbres de poma i nombrosos intents fallits de la bruixa per detenir-los.
Arriben a Ciutat Maragda i els és permès veure al mag, després que la bruixa voli sobre ells, escrivint al cel amb la seva escombra fumejant, "Rendeix-te, Dorothy" ("Surrender, Dorothy"). El mag (també interpretat per Frank Morgan) apareix com un terrorífic cap flotant envoltat de foc i fum. Ell accepta ajudar-los només si demostren ser dignes, obtenint l'escombra voladora de la bruixa.
En el seu camí al castell de la bruixa són atacats per uns micos voladors que s'enduen a Dorothy i Toto i els lliuren a la bruixa, que reclama les sabates de robí. Quan Dorothy es nega la bruixa tracta de treure-se-les, però és detinguda per una pluja d'espurnes. Ella s'adona que les sabates no poden ser tretes mentre Dorothy estigui viva i trama com destruir-la.
Toto s'escapa i troba l'espantaocells, l'home de llauna i el lleó, i els guia cap al castell. Mentre romanen amagats tres soldats els ataquen, el lleó covard després d'atacar-los, ell i els seus altres dos amics aprofiten l'oportunitat per vestir-se amb les seves robes i així poder entrar al castell. Un cop dins alliberen Dorothy i intenten escapar. La bruixa i els seus soldats arraconen al grup en una barana, la bruixa cala foc a l'espantaocells, Dorothy agafa una cubeta d'aigua per apagar el foc i accidentalment mulla a l'horroritzada bruixa, la qual a causa d'això es fon. Per a la sorpresa del grup els soldats estan feliços, i li donen a Dorothy l'escombra de la bruixa per agrair que els hagi alliberat de la bruixa.

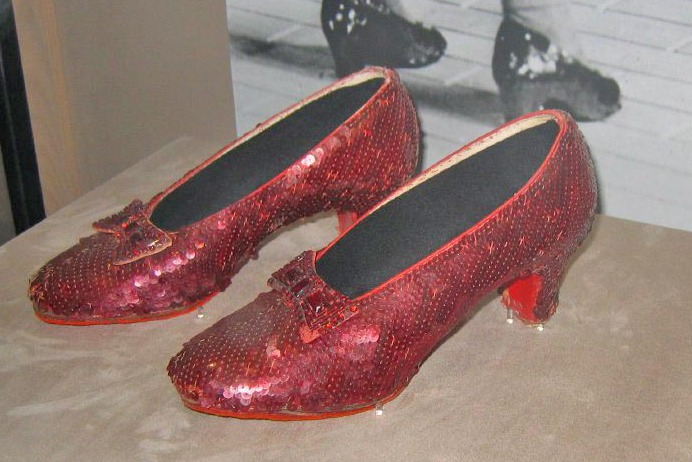
Les sabates de robí originals de la pel·lícula.

De tornada amb el mag, ell els diu "Aneu-vos i torneu demà". Gràcies a Toto descobreixen que el mag no és realment un mag, només un home darrere d'una cortina; se senten estafats i decebuts, però el mag resol els seus desitjos a través del sentit comú. A l'espantaocells li dona un diploma, a l'home de llauna un rellotge en forma de cor, i al lleó una medalla al valor.
El mag els explica que ell també va néixer a Kansas i que la seva presència a Oz és el resultat d'una fuita en un globus aerostàtic. Promet dur a Dorothy a casa en el mateix globus després de deixar a l'espantaocells, l'home de llauna i el lleó a càrrec de Ciutat Maragda. Just abans d'enlairar Toto salta fora de la cistella del globus darrere d'un gat. Dorothy salta per atrapar-lo i el mag, incapaç de controlar el globus, marxa sense ells. Dorothy es resigna tristament a passar la resta de la seva vida a Oz fins que Glinda apareix i li diu que ella pot utilitzar les sabates de robí per tornar a casa amb Toto. Glinda li explica que ella no es va dir en un principi perquè ella necessitava aprendre que "Si no pots trobar el desig del teu cor en el teu propi pati, llavors mai no ho vas perdre realment".
Dorothy i Toto s'acomiaden dels seus amics, i segueixen les instruccions de Glinda de «colpeja els teus talons junts i repeteix les paraules, "No hi ha cap lloc com casa". Ella es desperta a la seva habitació envoltada de la seva família i amics, i els explica el seu viatge. Tots riuen i li diuen que tot va ser un malson. Una feliç Dorothy, encara convençuda que el viatge va ser real, abraça a Toto i li diu "Realment no hi ha cap lloc com casa".

## Repartiment
- Judy Garland: Dorothy Gale

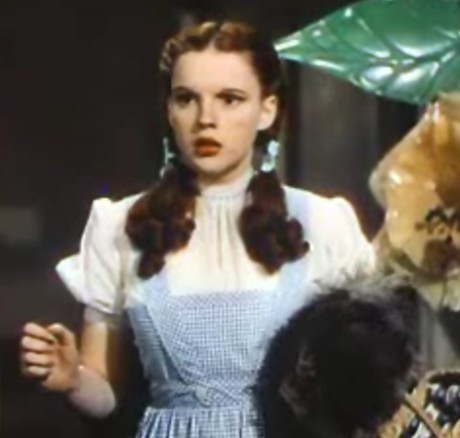
Judy Garland en el paper de Dorothy.

- Frank Morgan: Professor Marvel / el guardià / el cotxer / el porter / el màgic d'Oz
- Ray Bolger: Hunk / l'espantaocells
- Bert Lahr: Zeke / el lleó covard
- Jack Haley: Hickory / l'home de llauna
- Billie Burke: Glinda
- Margaret Hamilton: Elmira Gulch / la Bruixa Dolenta de l'Oest / la Bruixa Dolenta de l'Est
- Charley Grapewin: Oncle Henry
- Pat Walshe: Nikko
- Clara Blandick: Tia Em
- Terry: Toto

## Música
La música i les lletres van ser escrites per Harold Arlen i E.Y. Harburg, que van guanyar premis Oscar per millor música original i Oscar a la millor cançó original per Over the Rainbow.

## Seqüeles, protoseqüela i treballs relacionats
- El Mag d'Oz té una seqüela oficial, la producció animada Journey Back To Oz, la qual compta amb la veu de Liza Minnelli, filla de Garland, com Dorothy, i Margaret Hamilton com la veu de la tia Em.
- El musical de 1974 i pel·lícula de 1978 The Wiz van ser adaptacions de la mateixa història.
- La pel·lícula Oz, un món fantàstic (Return to Oz), va ser feta per els estudis Walt Disney el 1985 amb l'actuació de Fairuza Balk com Dorothy. Aquesta pel·lícula és considerada pels fans de la primera part com una seqüela poc digna per la seva simplicitat. Dorothy és interpretada per una nena, cosa que fa semblar que és més petita que en la pel·lícula original que va ser interpretada per Judy Garland amb 17 anys.
- Una sèrie animada basada en la pel·lícula original va ser creada per ABC Network el 1990. La sèrie va durar només una temporada.
- El 1995, Gregory Maguire va realitzar l'aclamada novel·la, Wicked: The Life and Times of the Wicked Witch of the West, una mirada diferent de les bruixes d′El Mag d'Oz: Glinde i Elphaba. Stephen Schwartz i Winnie Holzman el van transformar en un musical titulat Wicked el 2003, amb Kristin Chenoweth com a Glinde i Idina Menzel com Elphaba.
- El 2005, ILLUSIVE Arts Entertainment va llançar Dorothy, un còmic basat en la història de Baum que contenia nombroses referències a la pel·lícula.
- El 2007, el canal Sci Fi estrenar la mini sèrie Tin Man, una versió imaginada del que seria el món d'Oz.
- El 2013 Sam Raimi va dirigir Oz the Great and Powerful.
- El 2024 es va estrenar Wicked.

### Versions anteriors
Nombroses versions van ser fetes de manera anterior al film de 1939: 
- El Meravellós Mag d'Oz, pel·lícula de 1910
- Dorothy and the Scarecrow in Oz, 1910.
- His Majesty, the Scarecrow of Oz
- The Magic Cloak of Oz
- The Wizard of Oz, pel·lícula de 1921, mai finalitzada
- Wizard of Oz, pel·lícula de 1925
- The Land of Oz, pel·lícula de 1932
- The Land of Oz, seqüela de Wizard of Oz (1932)
- The Wizard of Oz, caricatura de 1933
- The Wizard of Oz, curtmetratge de 1938

## Dades curioses
- Quan la pel·lícula és vista simultàniament amb la música del disc The Dark Side of the Moon de Pink Floyd, nombroses imatges del film semblen estar sincronitzades amb la música i les lletres. Aquest fenomen és anomenat Dark side of the Rainbow.
- Hi ha un estrany rumor que diu que un dels Munchkins (habitants d'Oz) es va penjar en una de les escenografies de bosc durant una de les escenes de la pel·lícula. En inspeccionar de manera detinguda l'escena es pot comprovar que en realitat es tracta del moviment d'una grua viva que des de lluny sembla un cos penjant des d'un arbre, el més possible és que l'escena entre dins el territori d'incitació subliminal, per la seva semblança amb l'acció anteriorment descrita.
- El cabell de Judy Garland en moltes escenes el té llarg i en altres més curt. En l'escena on més es nota és en la qual es troba amb l'espantaocells.
- El maquillatge que es va usar amb la bruixa dolenta, va estar a punt d'enverinar greument, ja que aquest estava fet de coure i en una escena va entrar en contacte amb el foc. La pell li hauria absorbit el coure de no ser per l'ajuda immediata d'un dels col·laboradors que la va desmaquillar. En el cas de l'home de llauna va passar una cosa semblant, ja que en estar fet el seu maquillatge d'alumini, després de diversos dies d'usar-lo no podia respirar, per la qual cosa va estar hospitalitzat diversos mesos. Aquest actor va ser reemplaçat per l'actor que interpreta l'home de llauna a la pel·lícula de 1939.
- A la pel·lícula Austràlia del director Baz Luhrmann es fa esment a aquesta pel·lícula quan Lady Sarah Ashley (Nicole Kidman) li explica el petit indígena la història i li canta una cançó. Després ell va a veure la pel·lícula en un cinema.
- El grup espanyol de Folk metall Mägo de Oz rep el nom gràcies al fet que el fundador del grup "Txus" va esmentar: "Vaig triar aquest nom perquè, com a la pel·lícula, la vida és un camí de rajoles grogues, en la qual caminem en companyia d'altres trobar els nostres somnis".
- Hi ha una escena en la pel·lícula Jumanji en la qual uns micos envaeixen una botiga d'electrodomèstics i en una de les televisions que estan en exhibició es transmet aquesta pel·lícula.
- A la pel·lícula Matrix just quan Neo serà extret de la Matrix, Cypher li diu: "Vol dir, corda teu cinturó Dorothy, perquè de Kansas pots acomiadar".

## Premis i Nominacions

### Premis[4]
- Oscar a la millor banda sonora (Herbert Stothart)
- Oscar a la millor cançó (Harold Arlen,,E; y. Harburg)

### Nominacions
- Oscar a la millor pel·lícula (Mervyn Leroy)
- Oscar a la millor direcció artística (Cedric Gibbons, William A. Horning)
- Oscar a la millor fotografia (Harold Rosson)
- Oscar als millors efectes visuals (Arnold Gillespie)
- Oscar als millors efectes de so (Dougles Shearer)